# Grand Prismatic Spring

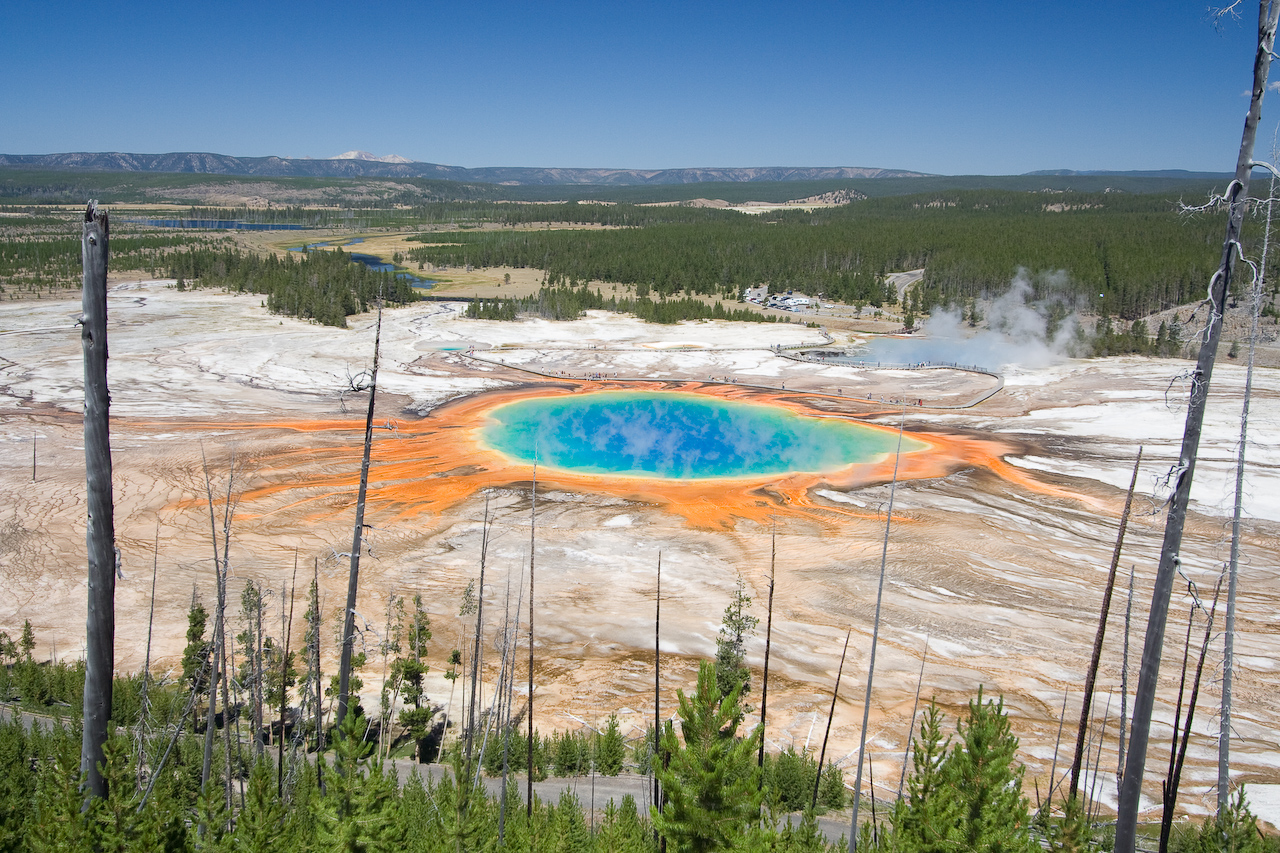
Vy över Grand Prismatic Spring, 2008

Grand Prismatic Spring i Yellowstone nationalpark, Wyoming, är den största heta källan i USA, och den tredje största i världen, efter Frying Pan Lake i Nya Zeeland och Boiling Lake i Dominica. Den är belägen på 2220 meters höjd. Djupet är ungefär 40 meter och den släpper ut cirka 2100 liter 70-gradigt vatten per minut.
Grand Prismatic Spring är namngiven efter dess påfallande färgspektrum. Kulörerna liknar regnbågens spridning av vitt ljus genom en optisk prisma: röd, orange, gul, grön och blå.

## Historia
De första dokumentationerna om källan är från tidiga europeiska upptäcktsresande. 1839 korsade en grupp pälshandlare från American Fur Company området Midway Geyser Basin och beskrev en "boiling lake" (ungefär "kokande sjö"), som troligtvis syftade på Grand Prismatic Spring, med en diameter på 90 meter. 1870 besökte en expedition källan och noterade en närliggande gejser, som senare fick namnet Excelsior.

## Färg

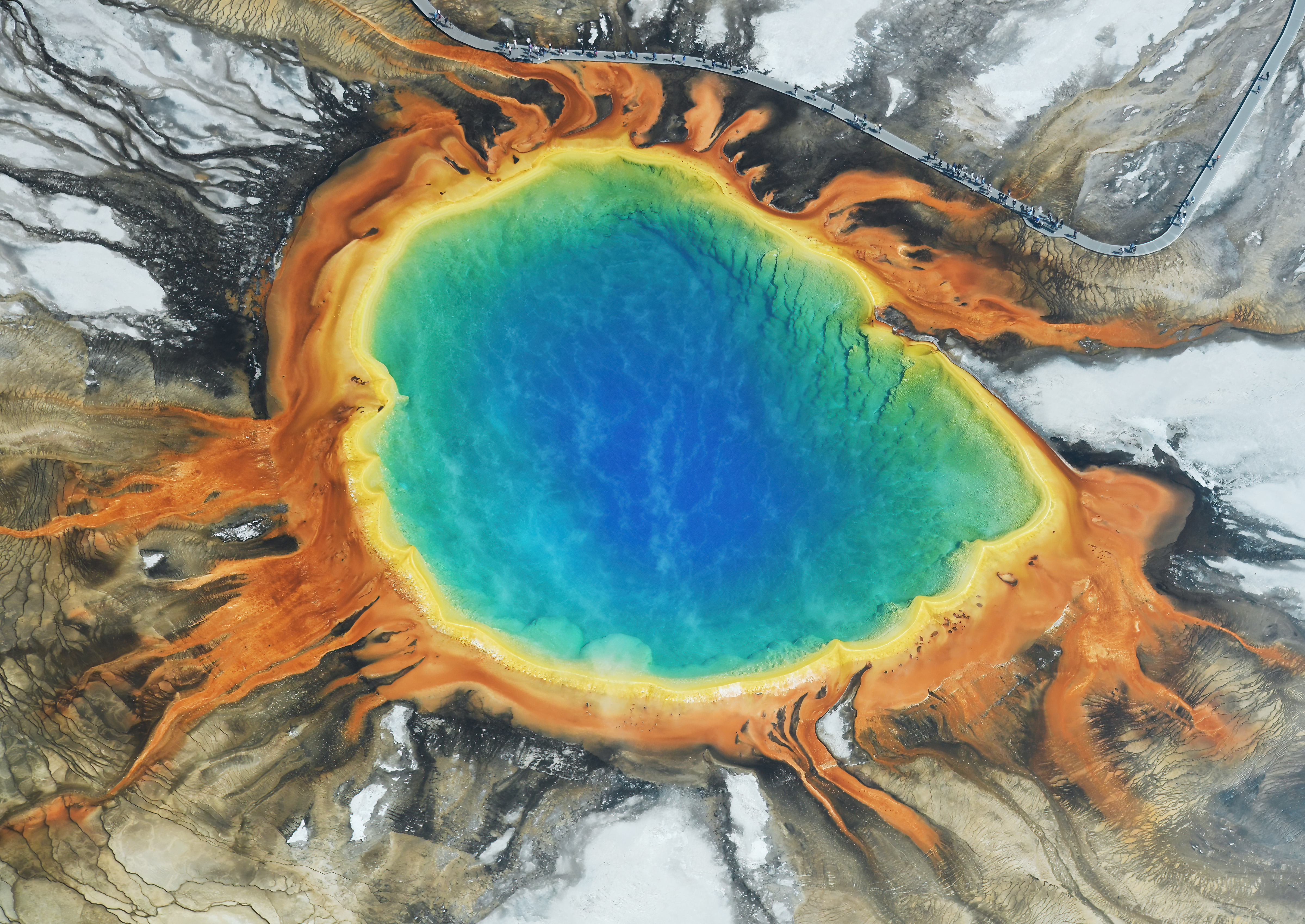
Grand Prismatic Spring sett från luften

De tydliga färgerna i källan är resultatet av arkéer i en sorts biofilm som växer runt kanterna i det mineralrika vattnet. Organismerna genererar färger som går i allt från grönt till rött där mängden av färg i biofilmen beror på andelen klorofyll till karotenoider och på temperaturen i vattnet som gynnar olika arkéer. På sommaren tenderar färgen att gå i orange och rött, medan den i vintern vanligtvis är mörkgrön. Källans mitt är steril på grund av extrem värme, och den blåa nyansen där är dels effekten av bristen på arkéer och dels på grund av vattnets djup.